# Akihiro Nishimura
Akihiro Nishimura (Prefettura di Osaka, 8 agosto 1958) è un allenatore di calcio ed ex calciatore giapponese, di ruolo centrocampista.